# アンドリュー・シリル

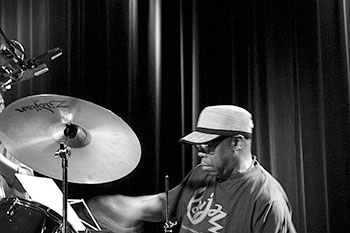
アンドリュー・シリル

アンドリュー・シリル（Andrew Cyrille、1939年11月10日 - ）は、アメリカのアヴァンギャルド・ジャズ・ドラマー。そのキャリアを通して、とりわけウォルト・ディッカーソンとセシル・テイラーのバンドでリーダーとサイドマンの両方として演奏してきた。オールミュージックの伝記作家であるクリス・ケルシーは次のように書いている。「フリー・ジャズのドラマーの中には、シリルの10分の1ほどの優雅さや権威を持って演奏する人がほとんどいません。彼のエネルギーは揺るぎないものであり、彼の力は絶対的であり、常に保たれた礼節という感覚によってのみ和らげられるのです」。

## 略歴
シリルはアメリカ合衆国ニューヨーク州ブルックリンでハイチ人の家族に生まれた。セント・ジョンズ大学で科学を学び始めたが、すでに夜にジャズを演奏するようになり、自身の研究先をジュリアード音楽院へと切り替えた。最初のドラム教師となったのは、ブルックリンを拠点とするドラマーのウィリー・ジョーンズとレニー・マクブラウン。彼らを通して、シリルはマックス・ローチと出会った。にもかかわらず、シリルはフィリー・ジョー・ジョーンズの弟子になった。
最初のプロとしての随行は、歌手のネリー・ラッチャーの伴奏者としてであり、コールマン・ホーキンスとの初期のレコーディング・セッションもあった。トランペット奏者のテッド・カーソンは、シリルが18歳のときにピアニストのセシル・テイラーを紹介した。
1965年にセシル・テイラー・ユニットに加わり、15年間にわたってテイラーと共に演奏した。後にミルフォード・グレイヴスと音楽的パートナーシップを結び、1974年に2人はドラム・デュエット・アルバムを録音した。バンドリーダーとしての録音に加えて、デヴィッド・マレイ、イレーネ・シュヴァイツァー、マリリン・クリスペル、カーラ・ブレイ、ブッチ・モリスとレジー・ワークマンなどのミュージシャンたちと録音および/または演奏を行った。シリルは現在、オリヴァー・レイクとレジー・ワークマンとのグループ「トリオ 3」のメンバーを務めている。

## ディスコグラフィ

### リーダー・アルバム
- What About? (1971年、BYG Actuel)
- Dialogue of the Drums (1974年、IPS) ※with ミルフォード・グレイヴス
- Junction (1976年、Whynot) ※with テッド・ダニエル、デヴィッド・S・ウェア、ライル・アトキンソン
- The Loop (1978年、Ictus)
- Metamusicians' Stomp (1978年、Black Saint) ※with テッド・ダニエル、デヴィッド・S・ウェア、ニック・ディジェロニモ
- Nuba (1979年、Black Saint) ※with ジーン・リー、ジミー・ライオンズ
- Celebration (1980年、IPS) ※with アルフォンス・シンバー、テッド・ダニエル、ロムルス・フランセスシーニ、スタッフォード・ジェームス、ジーン・リー、エルイーズ・ロフティン、ドナルド・スミス、デヴィッド・S・ウェア
- Special People (1980年、Soul Note) ※with テッド・ダニエル、デヴィッド・S・ウェア、ニック・ディジェロニモ
- The Navigator (1982年、Soul Note) ※with テッド・ダニエル、ソネリアス・スミス、ニック・ディジェロニモ
- Andrew Cyrille Meets Brötzmann In Berlin (1983年、FMP)
- Something in Return (1988年、Black Saint) ※with ジミー・ライオンズ
- Irène Schweizer/Andrew Cyrille (1989年、Intakt)
- Burnt Offering (1991年、Black Saint) ※with ジミー・ライオンズ
- Galaxies (1991年、Music & Arts) ※with ウラジミール・タラソフ
- 『マイ・フレンド・ルイス』 - My Friend Louis (1992年、DIW/Columbia) ※with アデゴケ・スティーヴ・コルソン、オリヴァー・レイク、ハンニバル・ロカム、レジー・ワークマン
- X Man (1993年、Soul Note) ※with ジェイムス・ニュートン、アンソニー・コックス
- 『オード・トゥ・ザ・リヴィング・ツリー』 - Ode to the Living Tree (1995年、Venus) ※with アデゴケ・スティーヴ・コルソン、フレッド・ホプキンス、オリヴァー・レイク、デヴィッド・マレイ、モー・シアム
- Good to Go, with a Tribute to Bu (1997年、Soul Note) ※with ジェイムス・ニュートン、ライル・アトキンソン
- Low Blue Flame (2006年、TUM) ※with グレッグ・オズビー
- Opus de Life (2009年、Porter) ※with ポール・ダンモール、ヘンリー・グライムズ
- Route de Frères (2011年、TUM) ※with Haitian Fascination
- The Declaration of Musical Independence (2016年、ECM) ※with ビル・フリゼール、ベン・ストリート、リチャード・タイテルバウム
- Proximity (2016年、Sunnyside) ※with ビル・マッケンリー
- Lebroba (2018年、ECM) ※with ビル・フリゼール、ワダダ・レオ・スミス
- The News (2021年、ECM) ※with ビル・フリゼール、ベン・ストリート、ダヴィ・ビレージェス
- 2 Blues for Cecil (2022年、Tum) ※with ウィリアム・パーカー、エンリコ・ラヴァ

### トリオ 3
- Live In Willisau (1997年、Dizim)
- Encounter (2000年、Passin' Thru)
- Open Ideas (2002年、Palmetto)
- Time Being (2006年、Intakt)
- Wha's Nine (Live At The Sunset) (2008年、Marge)
- Berne Concert (2009年、Intakt) ※with イレーネ・シュヴァイツァー
- At This Time (2009年、Intakt) ※with ジェリ・アレン
- Celebrating Mary Lou Williams - Live At Birdland New York (2011年、Intakt) ※with ジェリ・アレン
- Refraction – Breakin' Glass (2013年、Intakt) ※with ジェイソン・モラン
- Wiring (2014年、Intakt) ※with ヴィジェイ・アイヤー
- Visiting Texture (2017年、Intakt)